# Neomixis
Genre
Neomixis est un genre de passeraux de la famille des Cisticolidae. Il est endémique de Madagascar
,,.

## Liste des espèces
Selon la classification de référence du Congrès ornithologique international (version 8.1, 2018) :
- Neomixis striatigula Sharpe, 1881 — Grande Éroesse, Éroesse à gorge striée, Grande Éréonesse
  - Neomixis striatigula pallidior Salomonsen, 1934
  - Neomixis striatigula sclateri Delacour, 1931
  - Neomixis striatigula striatigula Sharpe, 1881
- Neomixis tenella (Hartlaub, 1866) — Petite Éroesse, Éroesse commune, Petite Éréonesse
  - Neomixis tenella debilis Delacour, 1931
  - Neomixis tenella decaryi Delacour, 1931
  - Neomixis tenella orientalis Delacour, 1931
  - Neomixis tenella tenella (Hartlaub, 1866)
- Neomixis viridis (Sharpe, 1883) — Éroesse verte, Éréonesse verte
  - Neomixis viridis delacouri Salomonsen, 1934
  - Neomixis viridis viridis (Sharpe, 1883)